# Ejército de Liberación Nacional (Perú)
El Ejército de Liberación Nacional (ELN) fue una agrupación guerrillera peruana formada en 1962, y entrenado en Cuba, que realizó numerosas pequeñas escaramuzas y acciones que culminaron en un periodo de siete meses de acciones militantes en 1965. Fue aniquilado por el Ejército peruano en diciembre de 1965.

## Formación
Cuando la base teórica para la guerra de guerrillas según lo expresado por los líderes cubanos resumida por Debray comenzó a circular en el Perú, que sólo reforzó lo que muchos habían mantenido en la práctica: primero viene la acción, entonces el partido; el partido nace de la acción.
Héctor Béjar, 1969.

El grupo tenía una composición variada que creció para compartir un «cierto desprecio de la “política” y la sospecha de cualquier tipo de organización del partido», así como algunos miembros descontentos del Partido Comunista Peruano. Este nuevo movimiento incluía a algunos exmiembros de la rama juvenil del MIR.

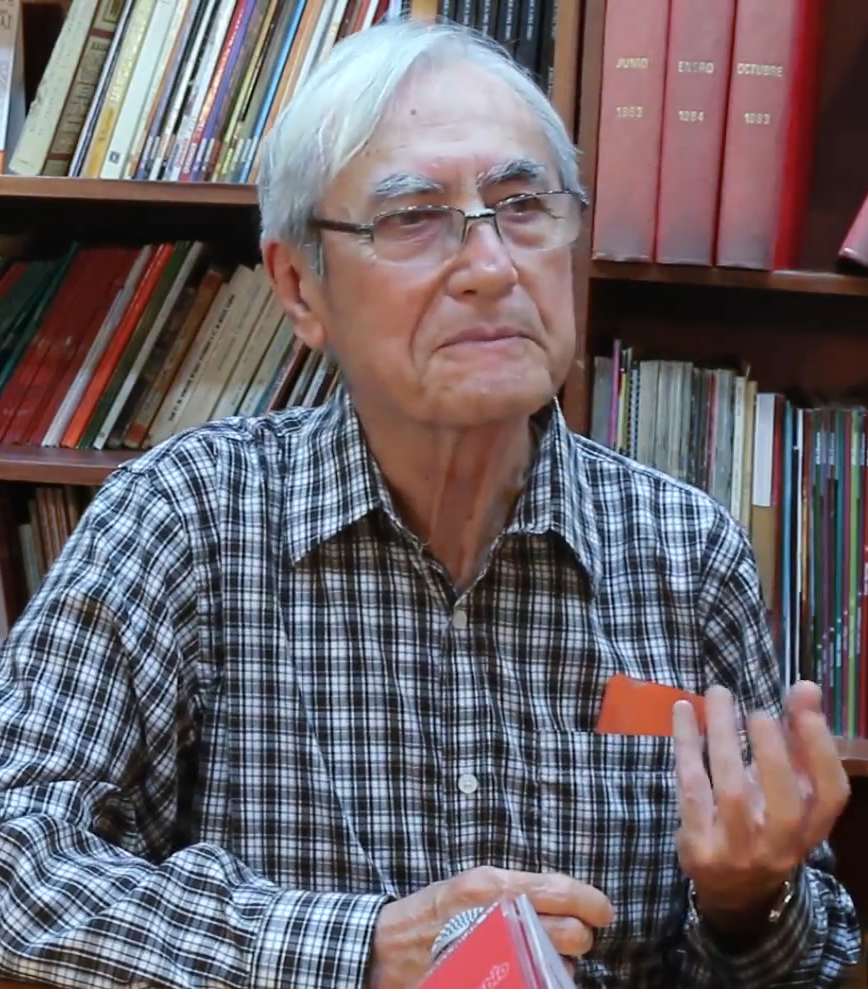
Héctor Béjar, miembro fundador del ELN, en 2016.

Héctor Béjar, uno de los comandantes militares del ELN, más tarde lo resumió como un intento de crear una “asociación libre de los revolucionarios” y “un ejército que se basarían combatientes juntos independientemente de sus ideologías o afiliaciones políticas”. Después de su colapso, Béjar comentó que uno de sus errores fundamentales fue la falta de contacto y comunicación abierta con los movimientos revolucionarios más grandes que podrían haberlos apoyado, esto generó que fueran atacados por el ejército peruano. En cambio, habían optado por creer que podían seguir siendo autosuficientes y depender de reclutas locales de las aldeas y plantaciones.
En 1962, el grupo se considera bajo el liderazgo de Juan Pablo Chang Navarro.

### Miembros conocidos
- Héctor Béjar, abogado y artista. Fue el líder del ELN.
- Javier Heraud, reconocido poeta prodigio perteneciente a la Generación del 60. Luego de su asesinato en un enfrentamiento armado mientras militaba en el ELN, una guerrilla llevó su nombre.[2][4]
- Edgardo Tello, junto con Heraud, aclamados como poetas de la “guerrilla”.[2][5][6]
- Hugo Ricra.[2]
- Moisés Valiente, obrero de la construcción.[2]
- Juan Chang, exlíder del Frente de Izquierda Revolucionaria.[2]
- Luis Zapata, líder de los trabajadores de la construcción en Cuzco.[2]
- Guillermo Mercado, exlíder del FIR y el Comité Central Leninista.[2]
- Guillermo Lobatón, filósofo, líder de un ataque a un campamento de guardabosques.[2]
- Nemesio Junco, un obrero que fue uno de los primeros en unirse, y fue asesinado en Sojos.[2]

## Actividad militante
El ELN formó grupos móviles de entrenamiento, con el deseo de tener guerrilleros profesionales enviados al terreno accidentado en lugar de voluntarios no entrenados. También se creía que aproximadamente cincuenta miembros del grupo entrenaban en el sur del Perú desde Bolivia, después de recibir entrenamiento en Cuba. El grupo recibió apoyo del boliviano Rodolfo Saldaña, quien después dejó de pelear por la izquierda en ese año en Argentina.
En enero de 1963, un grupo dirigido por el joven poeta de 21 años de edad, Javier Heraud y Alaín Elías cruzaban en Bolivia, donde recogieron las armas y entraron en el sur del Perú. Plagados de la infección de leishmaniasis, sin embargo, el equipo de 15 miembros decidió entrar en la ciudad de Puerto Maldonado el 15 de mayo a buscar suministros médicos.
Según una fuente, la policía local fue advertida de antemano del grupo, y capturaron a los seis miembros del equipo que habían sido enviados a los límites de la ciudad. Según otras fuentes, los seis militantes se habían registrado en el hotel local, y un oficial de policía que oyó hablar de ellos fue al hotel para exigirles los documentos de identidad de los jóvenes. Cuando se negaron a mostrar su identificación, se llamó a otros oficiales y los escoltaron hacia la prisión local; uno de los guerrilleros sacó un arma y mató al sargento Aquilino Sam Jara. Los agentes respondieron al fuego, hiriendo a dos de los militantes ya que los otros corrieron con la esperanza de escapar de la captura. De cualquier manera, Elías, Abraham Lama y Pedro Morote fueron capturados a los pocos días de entrar en la ciudad. Heraud recibió un disparo en el pecho y murió mientras pasaba por la ciudad en un cayuco. Héctor Béjar fue uno de los pocos que escaparon, y le resultó difícil reconstruir el grupo militante.

## Lucha armada
En 1965, cuando el MIR anunció que comenzarían las operaciones militares en respuesta al arresto de Hugo Blanco y la adhesión del gobierno de Fernando Belaúnde Terry, el ELN todavía no estaba listo para comenzar las operaciones, pero se sintieron presionados para entrar en funcionamiento antes de tiempo. Se formó la Brigada Javier Heraud como su columna principal y se instaló en los densos bosques piedemontes de San Miguel en abril.
En junio de 1965, la guerrilla Túpac Amaru, del MIR, tomó la hacienda Runatullo y destruyó el puente sobre la carretera que conducía a Satipo, atacó a una mina local, y atacó la estación de policía de Andamarca. El 27 de junio el grupo también lanzó una emboscada en Yahuarina, donde 17 militantes del MIR atacaron a un grupo de guardias civiles, matando a nueve, hiriendo a nueve, tomando a doce prisioneros (quienes fueron liberados más tarde). Los funcionarios del gobierno afirmaron más tarde no había evidencia de que el muerto había sido torturado.
Ese verano, Guillermo Lobatón dirigió un grupo de militantes del ELN que atacaron un campamento de guardabosques del ejército, capturando armas y suministros; fue esta acción lo primero que publicó la Brigada Javier Heraud.
El 25 de septiembre de 1965, el ELN encabezó la toma de la hacienda Chapi y la ejecución de los dos hermanos que supervisaban la plantación. Los hermanos Carrillo, que eran dueños de la finca que se extendía sobre un área grande de la Provincia de La Mar, fueron acusados de haber sido crueles con sus trabajadores contratados y no remunerados, azotándoles y encarcelándolos frecuentemente y, en enero de 1963, habían estrangulado y decapitado un arrendatario que se opuso a la incautación de su ganado. A raíz de informes de la muerte de los hermanos, la Guardia Civil ocupó la plantación para escarnio de los trabajadores.
En octubre, tras el derrocamiento de la hacienda Chapi, el Ejército del Perú inició un gran contraataque con el objetivo de aniquilar al ELN. Primero enviando una patrulla disfrazada de militantes pidiendo a los residentes locales donde podían encontrar a sus camaradas, el ejército rápidamente erradicó a los simpatizantes y colaboradores. De acuerdo con el ELN, los lugareños fueron torturados y ejecutados.
A medida que el grupo estaba rodeado hacia el final de 1965, la membresía se redujo hasta que hubo sólo trece guerrilleros restantes que todavía se escondían juntos en los bosques.
El 17 de diciembre, el ejército se puso en contacto sustancial con el grupo cerca de Tincoj y el tiroteo que siguió dejó tres militares muertos, entre ellos Edgardo Tello. Béjar y los militantes que quedaron dispersos en el bosque y fueron incapaces de reagruparse ya que huyeron por separado ante el avance del ejército.

## Consecuencias
Se desconoce el destino de cada miembro del grupo. Juan Pablo Chang Navarro, José Carbera Flores (conocido como «El Negro») y Lucio Galván (conocido como «Eustaquio»), todos ellos fueron creídos asesinados en 1967, luchando junto al Che Guevara en el Ñancahuazú. A pesar de que una fuente sugiere que Navarro sobrevivió, y de hecho intentó revivir el movimiento militante en 1980 bajo el mismo nombre. Sus restos se encuentran en el Memorial del Che Guevara en Santa Clara, Cuba.
El embajador estadounidense Llewellyn E. Thompson usó la escaramuza de 1963 como evidencia de que Fidel Castro estaba desestabilizando el hemisferio, en una declaración al embajador soviético Anatoli Dobrynin.
Béjar fue detenido cuando huyó a Lima para buscar tratamiento médico para la leishmaniasis, las autoridades dijeron que lo sorprendieron convaleciendo en una residencia de Lima. Estuvo cinco años en la cárcel por sedición antes de ser indultado por el general Juan Velasco Alvarado, quien tomó el poder en 1968, y solicitó a Béjar trabajar en la reforma de las políticas de tierras con el gobierno.
Béjar colaboró con el gobierno de Velasco, siendo parte del SINAMOS, una institicución gubernamental de participación social. En los años 1970, Béjar y exmiembros del SINAMOS formaron el CEDEP (Centro de Estudios para el Desarrollo y la Participación) y formaron parte del comité de edición de Socialismo y Participación, una revista de ciencias sociales. Béjar fue editor de Socialismo y Participación hasta su edición final en el 2001. Actualmente Béjar trabaja como maestro en la Universidad Nacional Mayor de San Marcos, y en la Pontificia Universidad Católica del Perú. En el 2012, publicó Mito y utopía: relato alternativo del origen del Perú.